# Аскегарський човен
Аскегарський човен (швед. Äskekärrskeppet) — єдиний знайдений у Швеції корабель з часів доби вікінгів. Човен датується приблизно 930 роком і належить до кнорів (торговельних кораблів вікінгів). Він був виявлений під час розкопок на березі річки Йота-Ельв поблизу села Аскегар (швед. Äskekärr) в окрузі Вестра-Йоталанд в Швеції. Залишки корабля демонструються у Міському музеї Гетеберга (швед. Göteborgs stadsmuseum).

## Відкриття

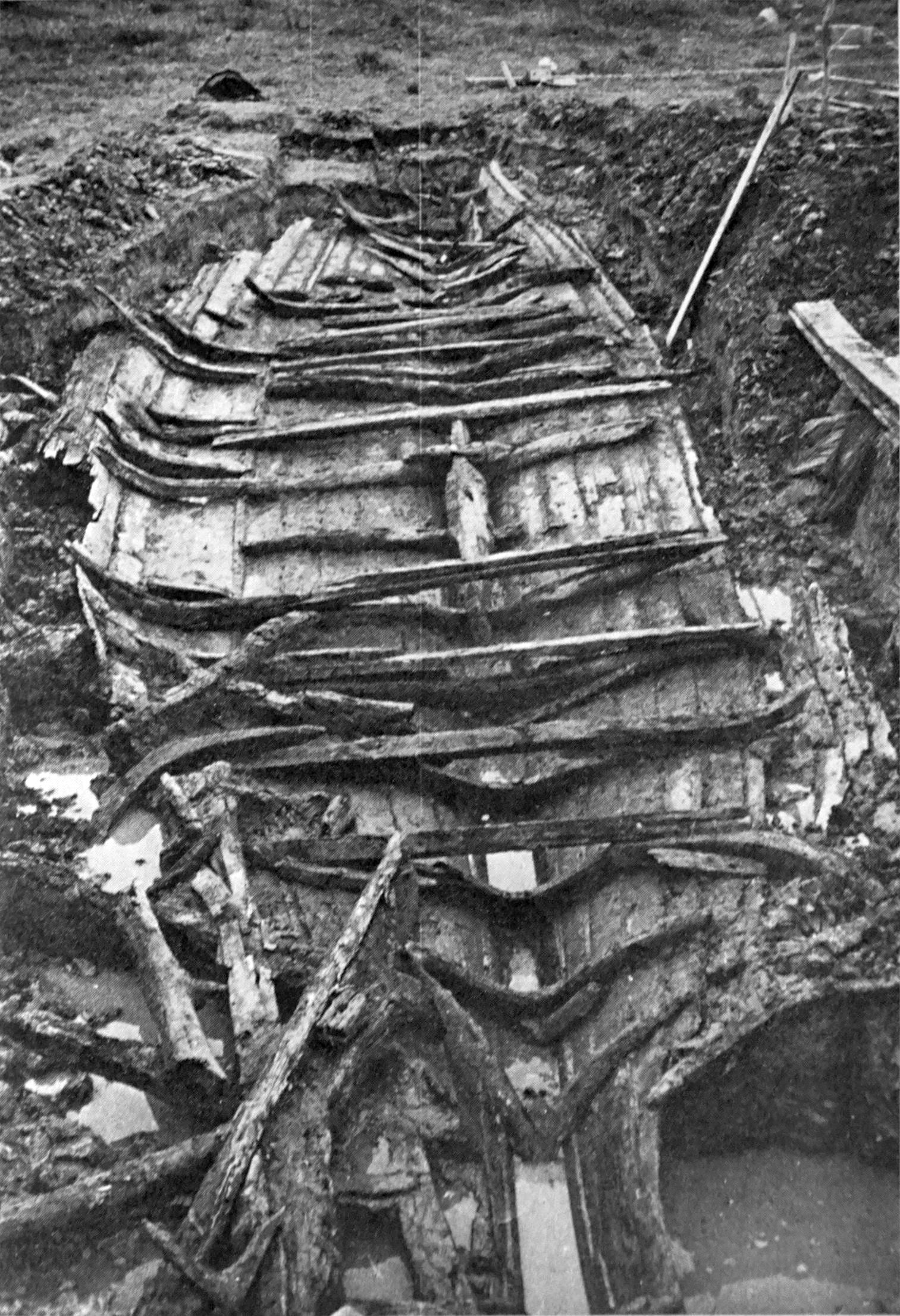
Розкопки човна в 1933 році. Вид на човен зі сторони носа. Видно шпангоути на своїх місцях

Вперше корабель було знайдено приблизно в 1900 році, коли землевласник Отто Карлен копав канаву на прибережних луках біля річки Йота-Ельв на своїй фермі Månsgården у селі Аскегар і знайшов якісь дерев'яні уламки. Оскільки знахідки залишків деревини на березі річки не були чимось незвичним, Отто не звернув на них уваги. Знайдені дубові залишки були твердими й деякі використовувалися як держаки для коси.  У вересні 1933 року новий власник Джон Антонссон розчищав ту саму канаву і знову натрапив на залишки судна. Цікаво, що про знахідку до музею Гетеборга повідомили не копачі канав, а зацікавлений охоронець залізничної колії, який щодня проїжджав повз ділянку біля залізниці на своїй дрезині.

## Опис
Через те, що судно лежало на правому борті, він залишався в хорошому стані, тоді як від лівого борту залишилось значно менше. Довжина човна складала майже 13 метрів, а кіль був не рівний, а трохи вигнутий по центру. Обшивка корпусу корабля була здійснена за характерною для кораблів вікінгів клінкерною технологією (внапусток).  Дубові дошки товщиною від 15 до 20 мм були скріплені між собою залізними цвяхами з круглими головками й утримувались зсередини на квадратних залізних основах. Гідроізоляція човна здійснювалась овечою вовною, просоченою смолою хвойних дерев.
На кораблі були знайдені рунічні літери (наприклад, руна Феху), а на певних частинах (зокрема на основі щогли) присутні вигравіювані руни, що відносяться до Старого футаркського рунічного алфавіту VIII століття.
На човні були виявлені пізніші вставки, які були на 70 років молодші за інші частини човна, а також сліди зносу та дрібного ремонту. Пізніше були проведені додаткові розкопки. У 1993 році був розкопаний ще один менший уламок кнора, який був приблизно на сто років молодшим. В цьому ж місці були знайдені залишки іншого човна, а також залишки підковоподібного канаду, що приблизно за 200 метрів від місця розкопок поєднувався з річкою. Через це було висунуто припущення, що на місці розкопок могла бути стародавня корабельня.

## Річка
З давніх часів Йота-Ельв вважався дуже важливим сполучним шляхом між узбережжям і внутрішніми районами країни, по якому перевозили товари і людей. Роль річки зросла в період залізної доби, а також її стратегічне значення.
У Середньовіччя, протягом 1000-х років, місто Льодезе, трохи північніше Аскегара, було головним портом західної Швеції. У районі річки Йота-Ельв були знайдені монети, золоті та срібні прикраси та інші предмети доби вікінгів. Він також часто згадується як транспортна артерія в скандинавських сагах, зокрема як відправна точка для подорожей вікінгів. Цей регіон контактував  з іншими частинами Північною Європою і постачав туди залізо та деревину, шкіри, хутра, масло, сир і живу худобу. Натомість в регіон надходила сіль, вовняні тканини, а іноді й більш дорогоцінні товари, такі як шовк, кераміка, скло та дорогоцінне каміння.
У 500-х роках рівень води був на чотири метри вищий, ніж зараз. Всі рівнини навколо річки, починаючи від гирла, були під водою. Це означає, що рівнина між Гетеборгом і Кунгельвом, що лежить між двома гірськими хребтами, була заповнена водою. Сучасна ширина річки не перевищує 100 метрів, але в залізну добу вона, мабуть, становила один кілометр, утворюючи скоріше рукав моря, ніж річку, і що в деяких місцях вище на річці були озера, як в Ескекаррі.

## Будівництво репліки
В 1994 році була побудована репліка Аскегарського човна, яка отримала назву Vidfamne на честь легендарного короля Івара Широкі Обійми (дан. Ivar  Vidfamn). Реконструкцію проводили на основі Аскегарського човна та подібних знахідок кораблів вікінгів у Данії. Vidfamne озброєний вітрилом площею 88 м² і показав хороші морехідні якості під час плавання як у Данію, так і в Норвегію, досягаючи швидкості до 11 вузлів, що раніше не вважалося можливим.

## Галерея

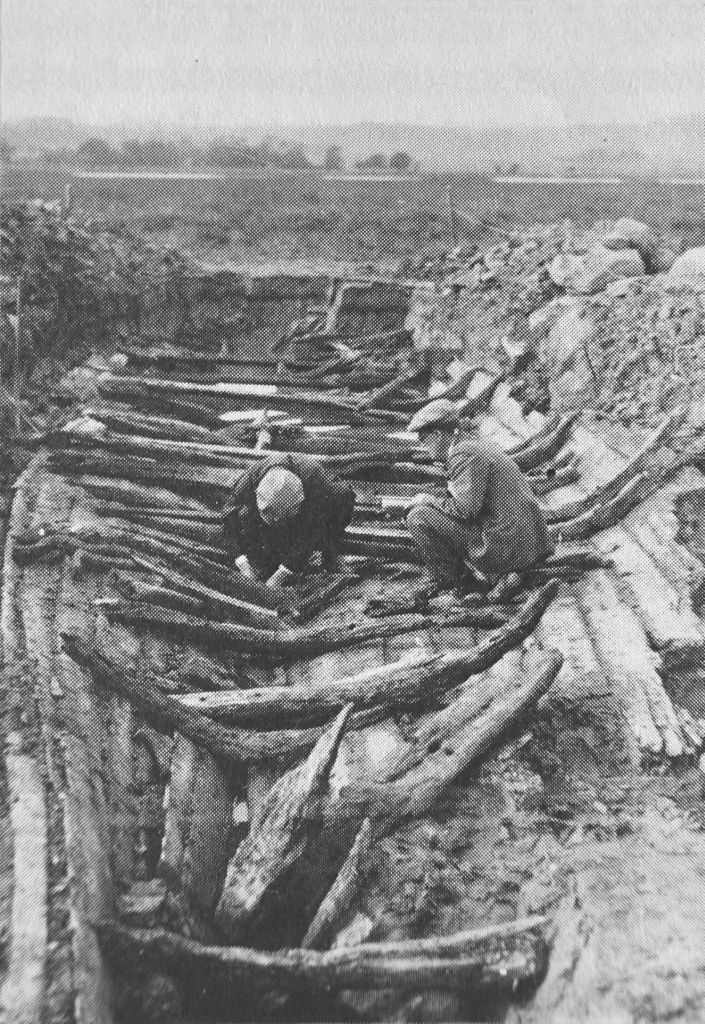
Персонал, що здійснює розкопки корабля. Вид з корми.
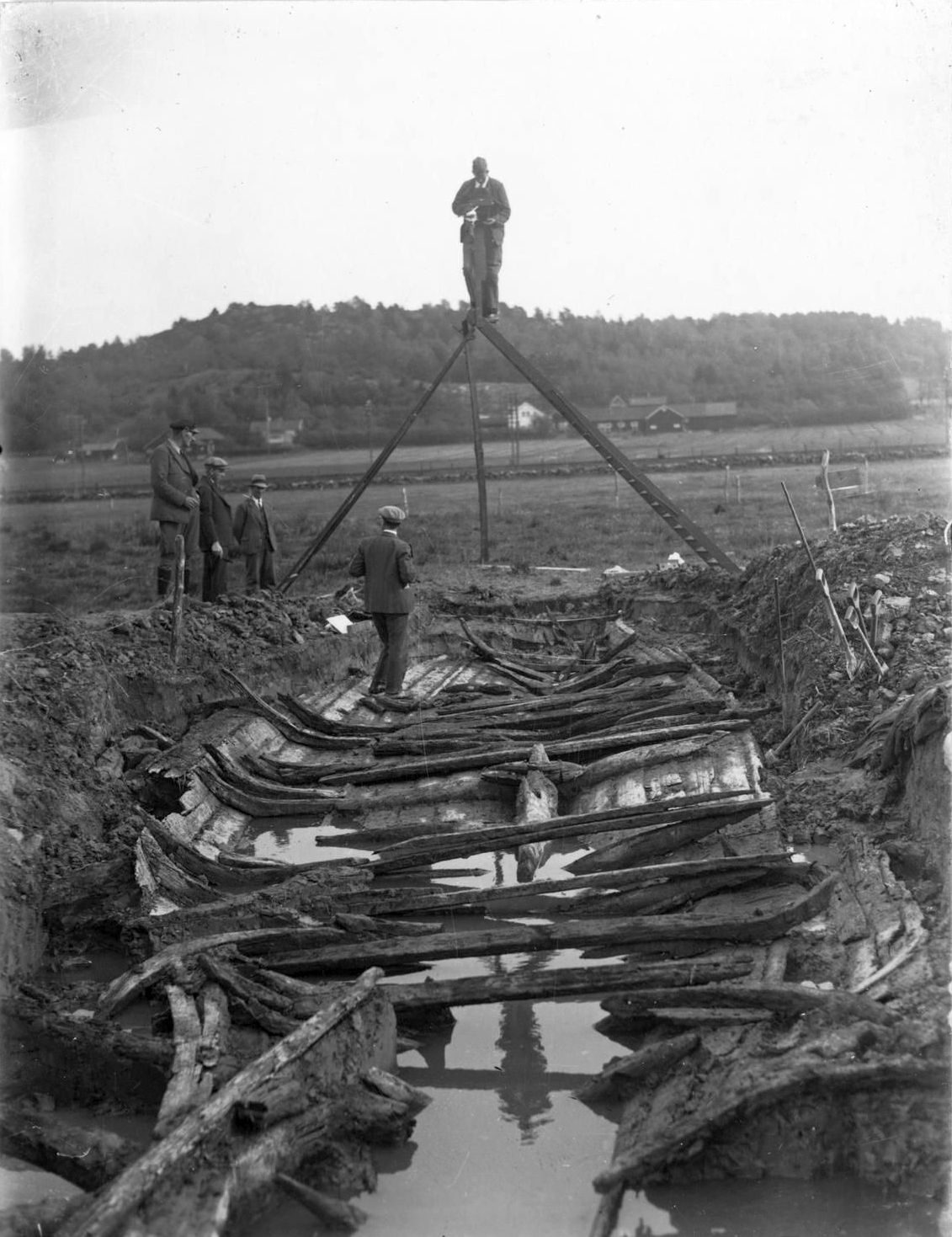
Фотографування знайдених залишків
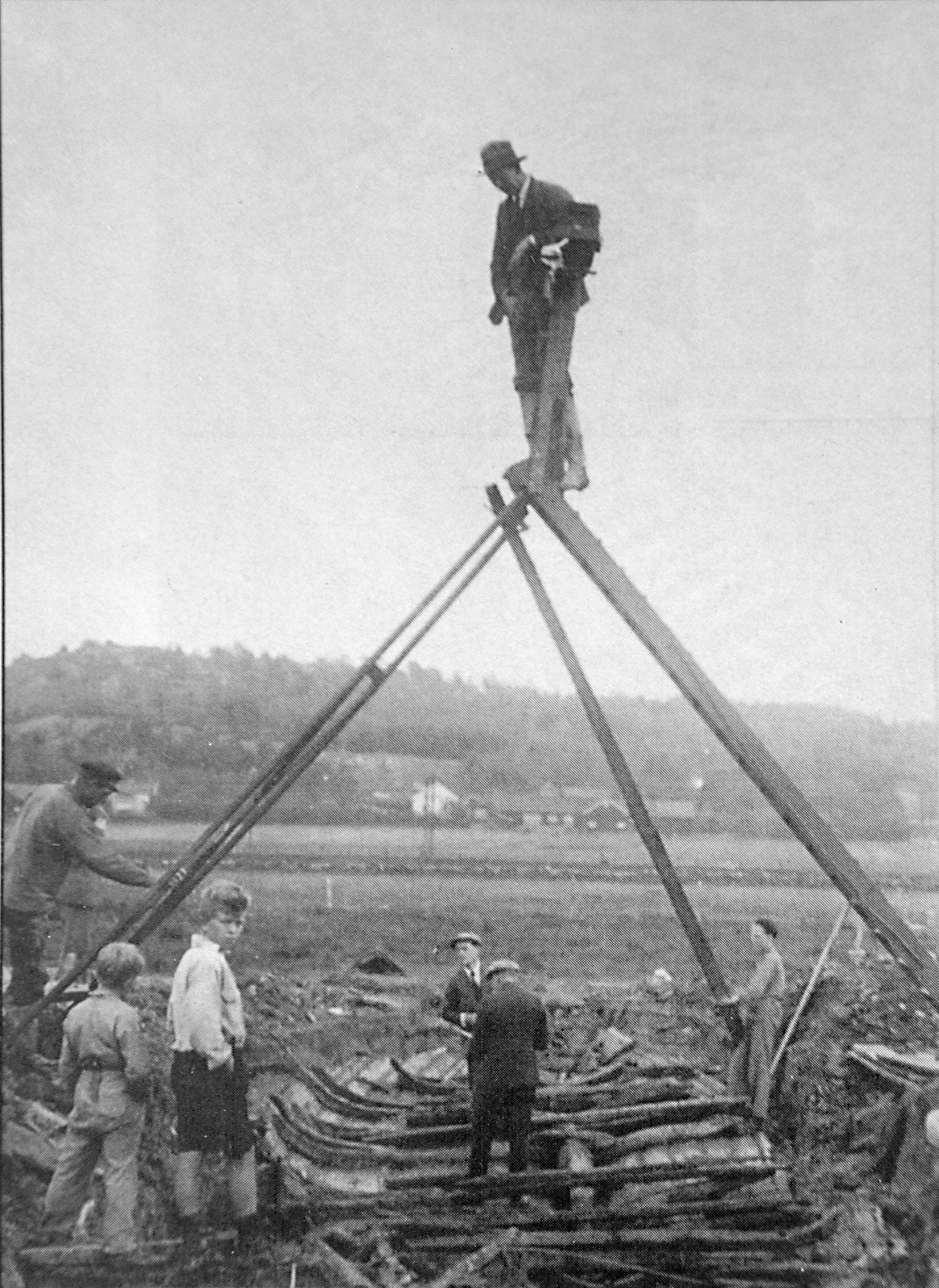
Фотографування знайдених залишків
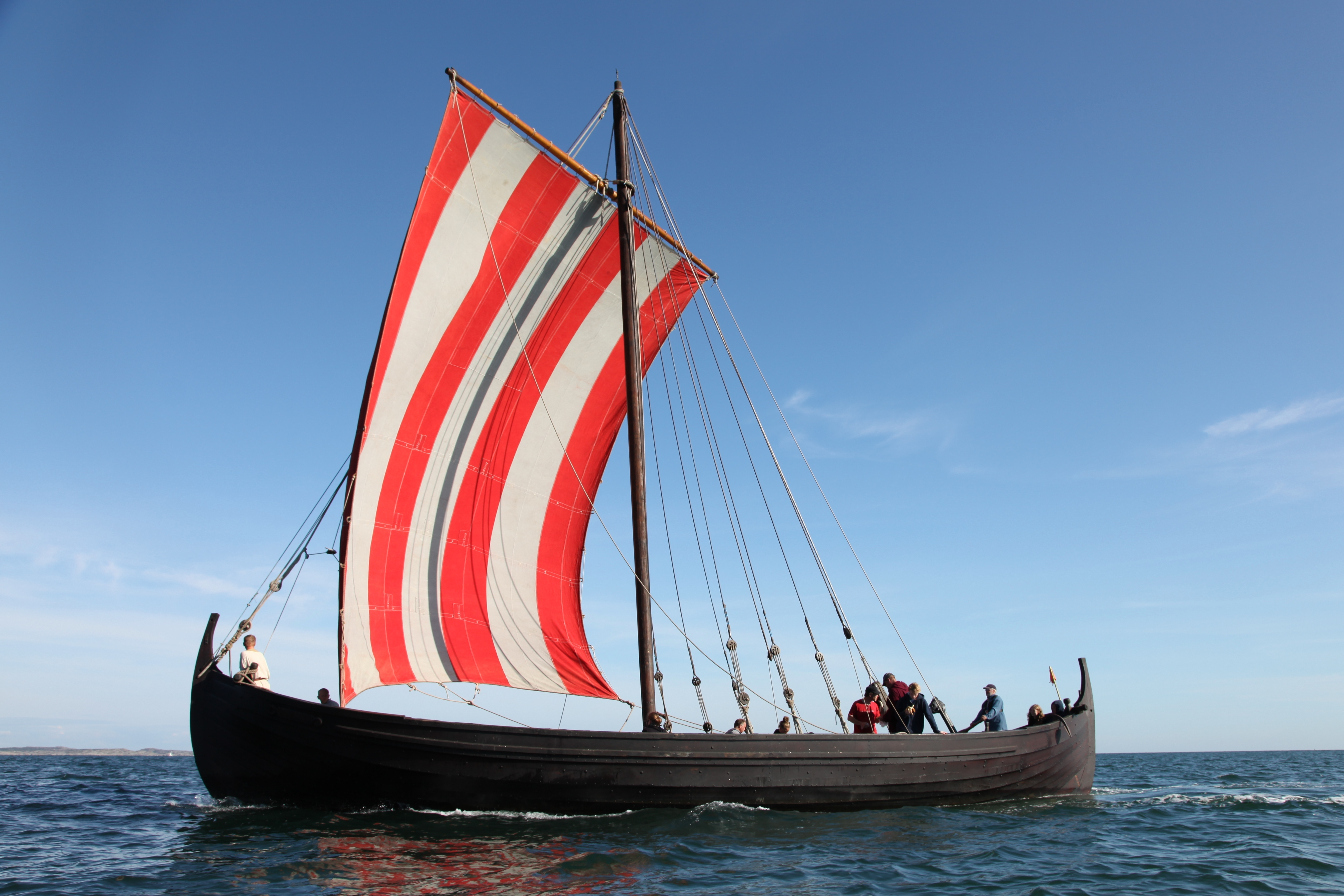
Vidfamne — репліка Аскегарського човна
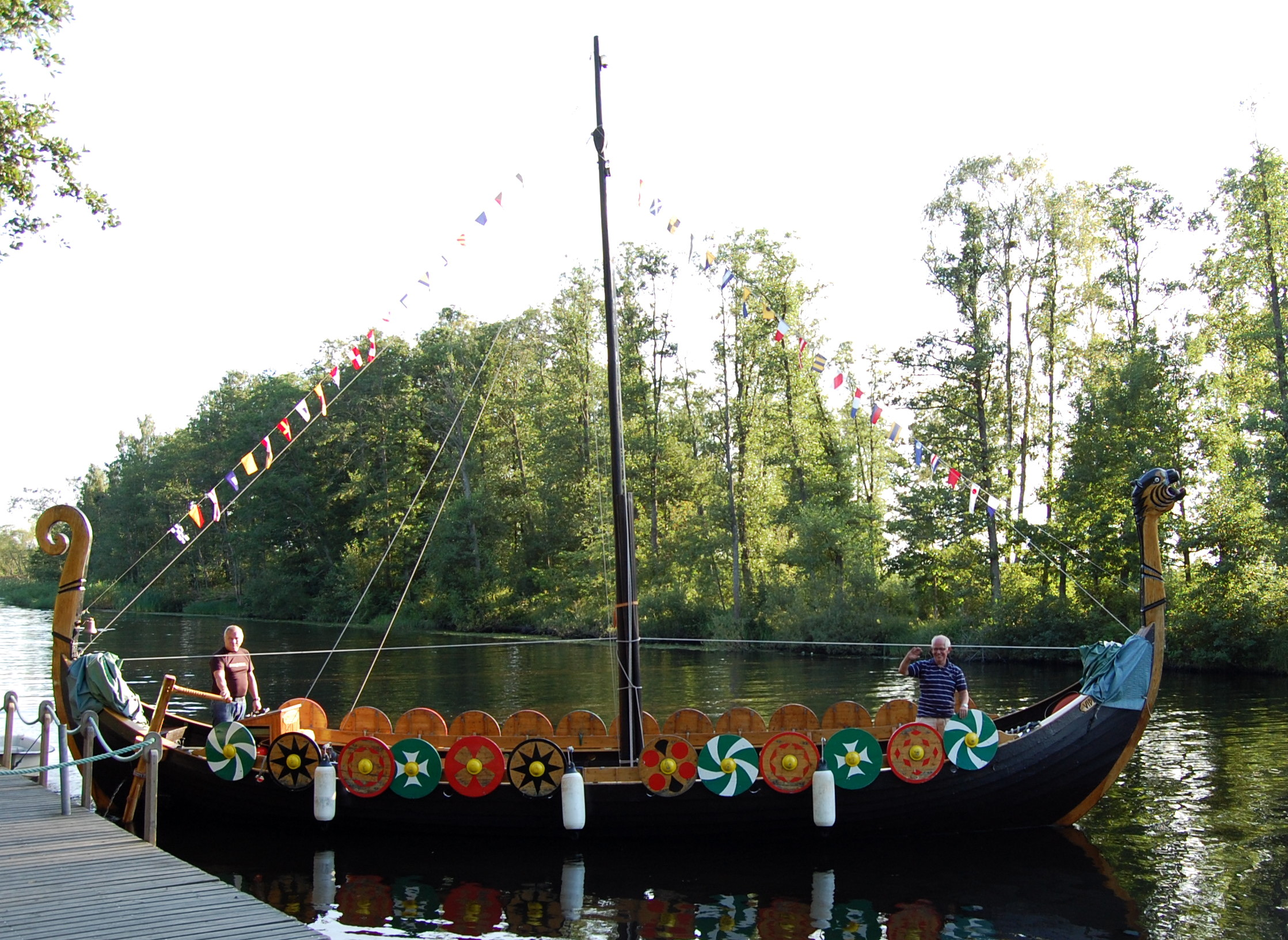
Vidfamne
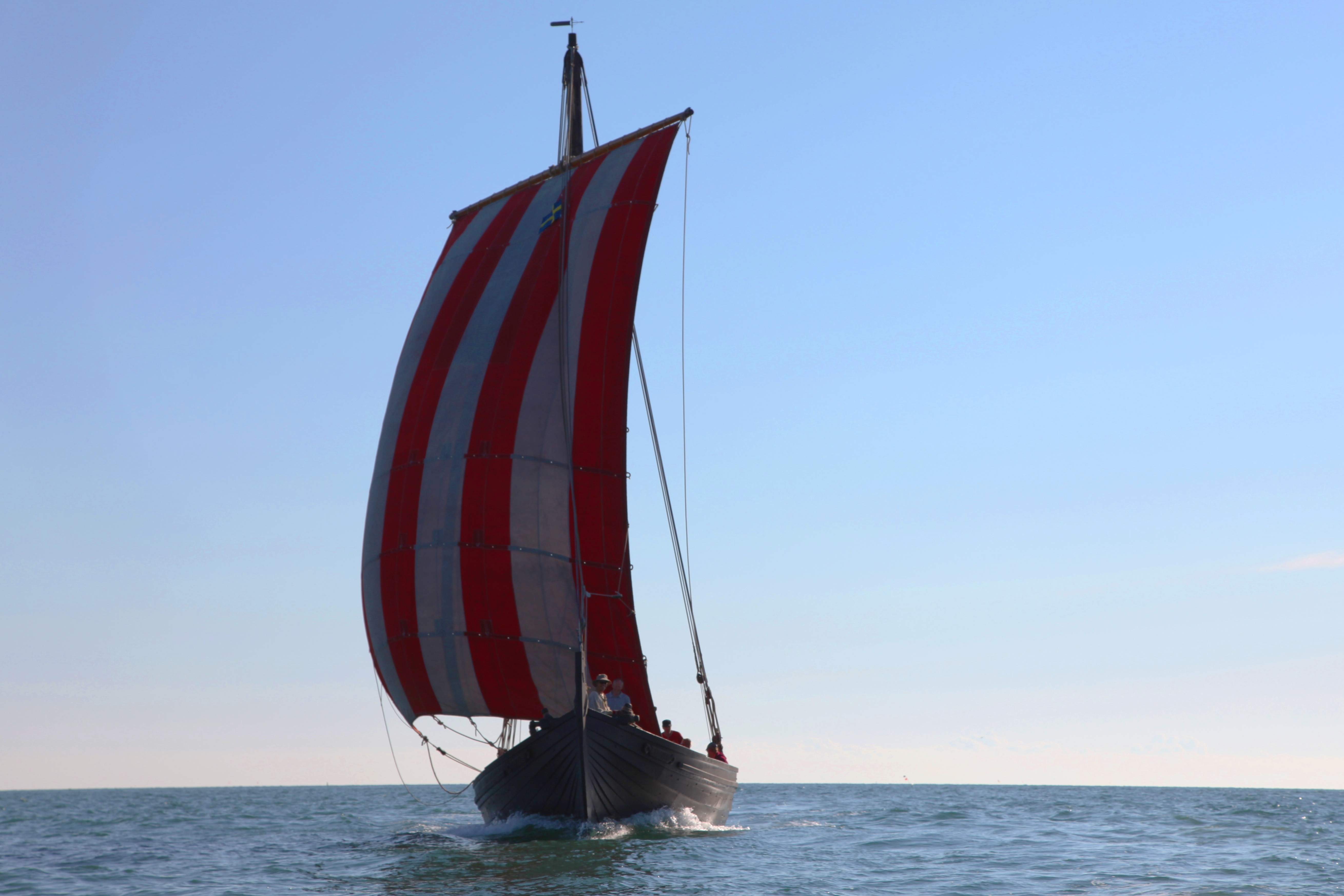
Vidfamne